# Air Traffic (Fluggesellschaft)
Air Traffic, eigentlich AIR TRAFFIC Gesellschaft mit beschränkter Haftung EXECUTIVE JET SERVICE, war eine deutsche Fluggesellschaft mit Sitz in Düsseldorf.

## Geschichte
Die Gründung der Air Traffic erfolgte im Jahr 1969. Nachdem man im März des Jahres 1974 die Air Pegasus übernommen hatte, bot man 1982 mit ausbleibendem Erfolg mehrere Verbindungen ab München an. Zwei Jahre später schloss man dann ein Abkommen mit der Lufthansa. Passagiere letzterer konnten so nach der Landung ihres Fluges direkt in einen Privatjet der Air Traffic umsteigen.
Im März 2015 meldete Air Traffic Insolvenz an. Die Gesellschaft hat ihren Flugbetrieb infolgedessen eingestellt; das Air Operator Certificate ist erloschen.

## Flugziele
Es wurden hauptsächlich geschäftliche Charterflüge für größere Unternehmen aus der Metropolregion Rhein-Ruhr zu Zielen in Afrika durchgeführt.

## Flotte
Die Flotte der Air Traffic bestand mit Stand April 2013 aus den folgenden Flugzeugen:
| Flugzeugtyp          | Anzahl | Luftfahrzeugkennzeichen |
| -------------------- | ------ | ----------------------- |
| Learjet 31           | 1      | D-CURT                  |
| Cessna Citation CJ2+ | 1      | D-IWBL                  |
| Cessna Citation II   | 1      | D-CJJJ                  |
| Cessna Citation III  | 2      | D-CCEU, D-CLUE          |
| Cessna Citation VII  | 1      | D-CBIZ                  |
| Gesamt               | 6      |                         |

## Zwischenfälle
Air Traffic verzeichnete in ihrer Geschichte zwei Flugzeugverluste, davon einen mit Todesfolge:
- Am 25. März 1980 stürzte ein Learjet 36 mit dem Luftfahrzeugkennzeichen D-CDFA  beim IFR-Anflug auf den Flughafen von Sabha ab. Die Maschine wurde zerstört, alle drei Insassen überlebten das Unglück.[6]
- Am 18. Mai 1983 stürzte ein Learjet 25B mit dem Luftfahrzeugkennzeichen D-CDPD auf einem Flug von Wien nach Hamburg 560 Kilometer nordwestlich der schottischen Küste in den Atlantik. 40 Minuten nach dem Start hatte die Flugsicherung den Kontakt zu dem Flugzeug verloren, während dieses auf einer Flughöhe von 39.000 Fuß bis zum vollständigen Verbrauch des gesamten Treibstoffs weiterflog. Alle drei Insassen wurden getötet.[7]